# Ubiquiti Networks
Ubiquiti Networks — американская технологическая компания, основанная в 2005 году в Сан-Хосе, штат Калифорния. Ubiquiti производит продукты для беспроводной передачи данных для предприятий и провайдеров беспроводного широкополосного доступа с основным упором на малообслуживаемость и развивающиеся рынки.

## Фондовый рынок
13 октября 2011 года Ubiquiti Networks провела первичное публичное размещение (IPO) 7,04 млн акций по 15 долларов США за акцию. Большинство акций были от существующих акционеров, поскольку компания привлекла только 30,5 млн долларов.

## Продукты

### AirOS
AirOS — операционная система для аппаратных продуктов Ubiquiti Networks. AirOS является встраиваемым программным обеспечением. Оно создано на основе Linux, но имеет модифицированный драйвер устройств ядра Linux MadWiFi для беспроводных сетевых устройств на основе Atheros, а не свободно распространяемые с открытым исходным кодом драйвера на основе Atheros ath5k или ath9k, используемыми в немодифицированном ядре Linux. Модели PicoStation M2, Bullet M2/M5, NanoStation M2/M5, Rocket M2/M5, и UniFi AP также используются в качестве основы для «шумных» беспроводных (Commotion Wireless) сетей с установленным программным обеспечением Commotion.

### AirMax
AirMax — разработанный компанией Ubiquiti протокол связи, используемый в производимом ею оборудовании.
Между стандартами WiFi и AirMax существует ряд заметных различий, которые дают технологии AirMax некоторые преимущества в условиях, когда большое количество абонентов, значительно удалены от базовой станции. В отличие от протоколов IEEE 802.11, когда при большой удаленности клиентов они перестают слышать друг друга, при использовании технологии AirMax не возникает ошибок из-за наложения пакетов от нескольких абонентов благодаря используемой технологии TDMA поллинга. Суть её заключается в том, что базовая станция, работающая с протоколом AirMax, сама определяет очередность работы подключенных к ней устройств. Это реализуется выделением каждому клиенту своего временно́го слота для передачи данных. Благодаря такой схеме работы возникновение коллизий исключается и, как следствие, улучшается качество приема-передачи данных.
В технологии AirMax для достижения высокой пропускной способности радиоканала используется антенная конфигурация MIMO.
К достоинствам AirMax также следует отнести возможности масштабирования сети. Так, если при работе со стандартами WiFi максимальное число одновременных подключений к точке доступа не должно превышать 20-25 устройств, то AirMax обеспечивает одновременную работу в радиоканале до 120 клиентов.
Все устройства AirMax работают под управлением операционной системы AirOS.

### UniFi
UniFi — это линейка оборудования для корпоративного сегмента, включающая точки доступа, коммутаторы, IP телефоны и системы видеонаблюдения. Все это управляется единой системой - UniFi Controller. Также относительно недавно в линейку добавили UniFi LED - сетевую светодиодную панель и переключатель к ней.

### IP-телефония
В июле 2014 года Ubiquiti объявила о своем вступлении в бизнес IP-телефонии, представив новую линейку телефонов с технологией UniFi. Аппараты доступны в трех вариантах: базовая модель стоимостью от 149 долларов США, отгрузка которой началась в конце 2014 года, а также модели PRO и Executive, отгрузка которых началась чуть позже. Телефоны работают под управлением ОС Android 4.4.2 KitKat. Во всех представленных телефонах имеется сенсорный экран с диагональю не менее 5 дюймов (12,7 см), который позволяет совершать видеозвонки и предоставляет доступ к Google Play. Модели PRO и Executive оснащены модулями WiFi, позволяя им работать без подключения кабеля Ethernet, что вовсе не делает их беспроводными, поскольку им необходимо подведение питания по кабелю. Все три модели могут питаться посредством PoE. Также они поддерживают управление контроллером UniFi, который управляет линейкой беспроводных точек доступа UniFi.

## Безопасность
В 2013 году на устройствах Ubiquiti была обнаружена уязвимость в загрузчике U-Boot, позволявшая извлекать в открытом виде по протоколу TFTP информацию об учетных записях и паролях из конфигурационных файлов. Эта проблема сохранялась вплоть до версии AirOS 5.5.4.
В июне 2015 года Брайан Кребс (Brian Krebs) на страницах своего интернет-блога о безопасности сообщил, что исследователи Центра операционной безопасности Fujitsu (Fujitsu Security Operations Center) из Уоррингтона (Warrington), что в Великобритании, отслеживают троянскую программу Upatre, орудующую на сотнях взломанных домашних маршрутизаторах, в частности, на маршрутизаторах, MikroTik и Ubiquiti. Брайан Кэмпбелл (Bryan Campbell) — один из исследователей Fujitsu — сообщил, что ими были обнаружены сотни беспроводных точек доступа и маршрутизаторов, соединенных в один ботнет; очень часто такие устройства работали под управлением AirOS. В исследовательском центре высказали мысль о наличии некоей уязвимости в прошивке, которая позволяет использовать её для несанкционированного проникновения и размещения в устройстве вредоносного кода.

## GNU GPL
Ubiquiti Networks лицензирует своё ПО по лицензии GNU GPL v3, что предусматривает в том числе открытие исходных текстов модифицированного ядра Linux. Но до сих пор пользователи продуктов Ubiquiti не получили исходных текстов ядра AirOS до версии 5.5.4 не смотря на имеющуюся в программном обеспечении уязвимость.